# Muju

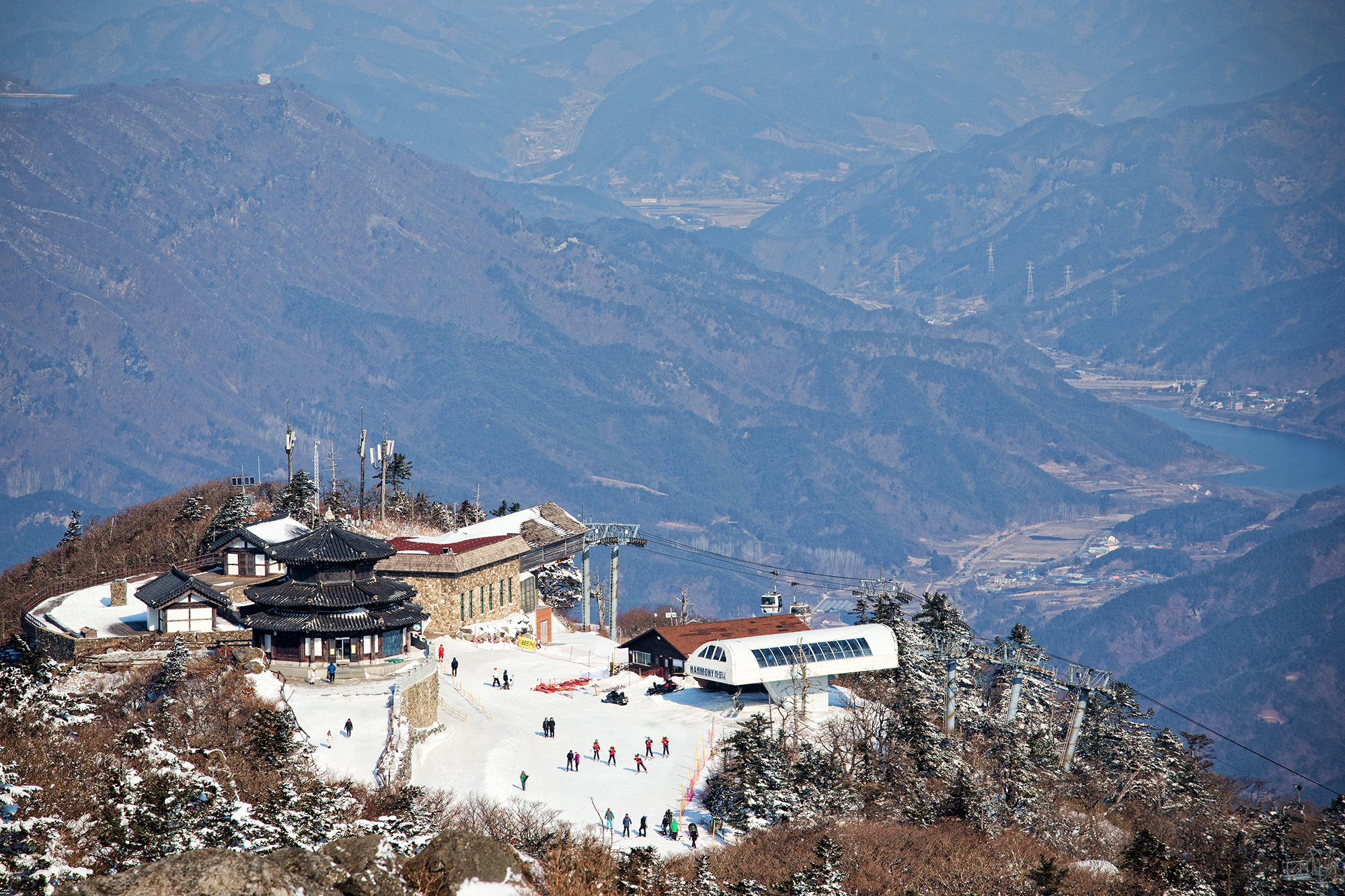
Le sommet des pistes sur le Seolcheon-bong (1501 m)

La station du Deogyusan de Muju (en coréen : 무주덕유산리조트) est une station de sports d'hiver de la Corée du Sud, située dans la commune de Seolcheon du district de Muju dans l'environnement très montagneux du parc national du Deogyusan. Son concept de base est l'harmonie avec la nature. Ses sources d'eau chaude offrent la possibilité de prendre un bain régénérant à ciel ouvert dans une piscine dont la température est maintenue toute l'année entre 40 et 44 °C.
Elle a accueilli l'Universiade d'hiver de 1997 en association avec Jeonju.